# 新帝国主義
新帝国主義（しんていこくしゅぎ、英語: New Imperialism）は、19世紀から20世紀にかけてのヨーロッパ諸国（イギリス、デンマーク、イタリア、ベルギー、オランダ、フランス、ドイツなど）やアメリカ合衆国、日本などによる植民地拡大（帝国主義）を指す。
「新帝国主義」の「新」は、15世紀から19世紀初頭にかけてのヨーロッパ諸国による初期の植民地化の波と対比させた用語である。